# Assindia Cardinals
Gli Assindia Cardinals sono una squadra di football americano di Essen, in Germania, fondata nel 1983.

## Dettaglio stagioni

### Tornei nazionali

#### Campionato

##### Bundesliga/GFL
| Stagione | regular season | regular season | regular season | regular season | regular season | regular season | playoff | playoff | playoff | playoff | playoff | playoff          | playoff                  |
|          | Vin            | Par            | Per            | Tot            | PF             | PS             | Vin     | Per     | Tot     | PF      | PS      | risultato        | avversaria               |
| -------- | -------------- | -------------- | -------------- | -------------- | -------------- | -------------- | ------- | ------- | ------- | ------- | ------- | ---------------- | ------------------------ |
| 1986     | 6              | 1              | 3              | 10             | 233            | 99             | 0       | 1       | 1       | 0       | 18      | Wild Card        | Red Barons Cologne       |
| 1987     | 5              | 0              | 5              | 10             | 141            | 164            | -       | -       | -       | -       | -       | -                | -                        |
| 1988     | 2              | 0              | 8              | 10             | 98             | 301            | -       | -       | -       | -       | -       | -                | -                        |
| 1989     | 3              | 0              | 7              | 10             | 53             | 342            | -       | -       | -       | -       | -       | -                | -                        |
| 1990     | 2              | 1              | 7              | 10             | 106            | 388            | -       | -       | -       | -       | -       | -                | -                        |
| 2001     | 3              | 0              | 9              | 12             | 207            | 372            | -       | -       | -       | -       | -       | -                | -                        |
| 2002     | 3              | 0              | 9              | 12             | 117            | 327            | -       | -       | -       | -       | -       | -                | -                        |
| 2003     | 1              | 0              | 11             | 12             | 146            | 326            | 0       | 2       | 2       | 28      | 73      | Retrocessi       | Düsseldorf Panther       |
| 2009     | 4              | 0              | 6              | 10             | 279            | 268            | 0       | 1       | 1       | 26      | 45      | Quarti di finale | Schwäbisch Hall Unicorns |
| 2010     | 4              | 1              | 7              | 12             | 239            | 275            | -       | -       | -       | -       | -       | -                | -                        |
| 2011     | 1              | 1              | 12             | 14             | 162            | 532            | -       | -       | -       | -       | -       | -                | -                        |
| Totale   | 34             | 4              | 84             | 122            | 1781           | 3394           | 0       | 4       | 4       | 54      | 136     |                  |                          |

Fonti: Enciclopedia del Football - A cura di Roberto Mezzetti

##### 2. Bundesliga/GFL2
| Stagione | regular season | regular season | regular season | regular season | regular season | regular season | playoff | playoff | playoff | playoff | playoff | playoff    | playoff            |
|          | Vin            | Par            | Per            | Tot            | PF             | PS             | Vin     | Per     | Tot     | PF      | PS      | risultato  | avversaria         |
| -------- | -------------- | -------------- | -------------- | -------------- | -------------- | -------------- | ------- | ------- | ------- | ------- | ------- | ---------- | ------------------ |
| 1985     | 5              | 0              | 5              | 10             | 250            | 115            | 1       | 1       | 2       | 13+?    | 35+?    | Semifinale | Rothenburg Knights |
| 1999     | 5              | 0              | 5              | 10             | 317            | 324            | -       | -       | -       | -       | -       | -          | -                  |
| 2000     | 9              | 2              | 1              | 12             | 430            | 194            | -       | -       | -       | -       | -       | -          | -                  |
| 2004     | 3              | 0              | 11             | 14             | 239            | 459            | -       | -       | -       | -       | -       | -          | -                  |
| 2006     | 1              | 1              | 10             | 12             | 122            | 246            | -       | -       | -       | -       | -       | -          | -                  |
| 2008     | 10             | 1              | 3              | 14             | 321            | 217            | 2       | 0       | 2       | 52      | 40      | Promossi   | Cologne Falcons    |
| 2012     | 1              | 2              | 11             | 14             | 137            | 482            | -       | -       | -       | -       | -       | -          | -                  |
| 2016     | 4              | 0              | 10             | 14             | 277            | 414            | -       | -       | -       | -       | -       | -          | -                  |
| 2017     | 2              | 0              | 12             | 14             | 216            | 499            | -       | -       | -       | -       | -       | -          | -                  |
| Totale   | 40             | 6              | 68             | 114            | 2309           | 2950           | 3       | 1       | 4       | 65+?    | 75+?    |            |                    |

Fonti: Enciclopedia del Football - A cura di Roberto Mezzetti

##### Oberliga/Regionalliga
| Stagione | regular season | regular season | regular season | regular season | regular season | regular season | playoff | playoff | playoff | playoff | playoff | playoff   | playoff                 |
|          | Vin            | Par            | Per            | Tot            | PF             | PS             | Vin     | Per     | Tot     | PF      | PS      | risultato | avversaria              |
| -------- | -------------- | -------------- | -------------- | -------------- | -------------- | -------------- | ------- | ------- | ------- | ------- | ------- | --------- | ----------------------- |
| 1984     | 6              | 0              | 3              | 9              | 202            | 136            | -       | -       | -       | -       | -       | -         | -                       |
| 1992     | 6              | 1              | 3              | 10             | 195            | 143            | -       | -       | -       | -       | -       | -         | -                       |
| 1993     | 9              | 1              | 4              | 14             | 295            | 196            | -       | -       | -       | -       | -       | -         | -                       |
| 1994     | 6              | 0              | 5              | 11             | 221            | 185            | -       | -       | -       | -       | -       | -         | -                       |
| 1996     | 9              | 0              | 3              | 12             | 587            | 139            | -       | -       | -       | -       | -       | -         | -                       |
| 1997     | 4              | 1              | 7              | 12             | 154            | 228            | -       | -       | -       | -       | -       | -         | -                       |
| 1998     | 11             | 0              | 1              | 12             | 300            | 120            | -       | -       | -       | -       | -       | -         | -                       |
| 2005     | 11             | 0              | 1              | 12             | 462            | 140            | 2       | 0       | 2       | 39      | 0       | Promossi  | Frankfurt Red Cocks     |
| 2007     | 11             | 0              | 1              | 12             | 362            | 63             | 1       | 1       | 2       | 28      | 27      | Promossi  | Magdeburg Virgin Guards |
| 2013     | 6              | 0              | 4              | 10             | 230            | 138            | -       | -       | -       | -       | -       | -         | -                       |
| 2014     | 7              | 0              | 3              | 10             | 410            | 168            | -       | -       | -       | -       | -       | -         | -                       |
| 2015     | 9              | 0              | 1              | 10             | 260            | 125            | 2       | 0       | 2       | 57      | 7       | Promossi  | [ 2 ]                   |
| 2018     | 7              | 0              | 5              | 12             | 282            | 189            | -       | -       | -       | -       | -       | -         | -                       |
| 2019     | 11             | 0              | 1              | 12             | 451            | 119            | 2       | 0       | 2       | 40      | 33      | Promossi  | [ 2 ]                   |
| Totale   | 113            | 3              | 42             | 158            | 4411           | 2089           | 7       | 1       | 8       | 164     | 67      |           |                         |

Fonti: Enciclopedia del Football - A cura di Roberto Mezzetti

##### Verbandsliga (quarto livello)/Oberliga
| Stagione | regular season | regular season | regular season | regular season | regular season | regular season | playoff | playoff | playoff | playoff | playoff | playoff   | playoff    |
|          | Vin            | Par            | Per            | Tot            | PF             | PS             | Vin     | Per     | Tot     | PF      | PS      | risultato | avversaria |
| -------- | -------------- | -------------- | -------------- | -------------- | -------------- | -------------- | ------- | ------- | ------- | ------- | ------- | --------- | ---------- |
| 1991     | 1              | 1              | 4              | 6              | 54             | 108            | -       | -       | -       | -       | -       | -         | -          |
| 1995     | 10             | 0              | 0              | 10             | 416+?          | 65+?           | -       | -       | -       | -       | -       | -         | -          |
| Totale   | 11             | 1              | 4              | 16             | 470+?          | 173+?          | -       | -       | -       | -       | -       |           |            |

Fonti: Enciclopedia del Football - A cura di Roberto Mezzetti

##### Verbandsliga (quinto livello)
| Stagione | regular season | regular season | regular season | regular season | regular season | regular season | playoff | playoff | playoff | playoff | playoff | playoff   | playoff    |
|          | Vin            | Par            | Per            | Tot            | PF             | PS             | Vin     | Per     | Tot     | PF      | PS      | risultato | avversaria |
| -------- | -------------- | -------------- | -------------- | -------------- | -------------- | -------------- | ------- | ------- | ------- | ------- | ------- | --------- | ---------- |
| 2001     | 4              | 0              | 5              | 9              | 127            | 103            | -       | -       | -       | -       | -       | -         | -          |
| 2002     | 3              | 0              | 5              | 8              | 180            | 216            | -       | -       | -       | -       | -       | -         | -          |
| 2003     | 6              | 0              | 4              | 10             | 187            | 155            | -       | -       | -       | -       | -       | -         | -          |
| Totale   | 13             | 0              | 14             | 27             | 494            | 474            | -       | -       | -       | -       | -       |           |            |

Fonti: Enciclopedia del Football - A cura di Roberto Mezzetti